# Олів'є Паніс
Олів'є Паніс (фр. Olivier Panis) — французький автогонщик Формули-1, що виступав з 1994 по 2004 в командах Ligier, Prost, BAR і Toyota. Народився 2 вересня 1966 року в Ліоні, Франція. За час виступу в Формулі-1 Паніс здобув одну перемогу і 5 разів піднімався на подіум.